# 杉浦邦征
杉浦 邦征（すぎうら くにとも、1960年 - ） は、日本の土木工学者。京都大学教授。元土木学会複合構造委員会委員長。

## 人物・経歴
岐阜市出身。岐阜県立加納高等学校を経て、1982年名古屋大学工学部土木工学科卒業。1984年名古屋大学大学院工学研究科土木工学専攻博士課程前期課程修了。1988年ニューヨーク州立大学バッファロー校大学院工学・応用科学研究科土木工学専攻博士課程修了、Ph.D.、ニューヨーク州立大学バッファロー校工学部土木工学科研究員。同年京都大学工学部土木工学科助手。1994年京都大学工学部土木工学科助教授。1996年京都大学大学院工学研究科土木工学専攻助教授。1997年京都大学大学院工学研究科土木システム工学専攻助教授。2002年土木学会論文賞受賞。2003年京都大学大学院工学研究科都市環境工学専攻助教授。2006年京都大学大学院工学研究科社会基盤工学専攻教授。同年構造工学シンポジウム論文賞（土木部門）受賞。2011年土木学会複合構造委員会委員長。2016年大阪モノレール技術審議会会長代理。2017年京都大学大学院地球環境学堂資源循環学廊教授。